# Pachycephala flavifrons
Sibilante-de-samoa ou assobiadeira-da-samoa (Pachycephala flavifrons) é uma espécie de ave da família Pachycephalidae.
É endémica de Samoa.
Os seus habitats naturais são: florestas subtropicais ou tropicais húmidas de baixa altitude e regiões subtropicais ou tropicais húmidas de alta altitude.